# Euphrasie d'Alexandrie
Pour les articles homonymes, voir Sainte Euphrasie.
Euphrasie d'Alexandrie, Euphrasie de Thébaïde ou sainte Euphrasie, née vers 413 et morte en 467, est une religieuse de la Thébaïde.

## Biographie
Fille d'Antigone, gouverneur de Lycie, parente de l'empereur Théodose le Grand, elle quitta la maison paternelle pour s'enfermer dans un monastère où elle resta jusqu'à sa mort cachée sous des habits d'homme et se livrant aux pratiques les plus rigoureuses.
Elle est fêtée par les Grecs le 25 novembre, par les Latins le 11 février et par les Chrétiens le  mars.